# Монтепарано
Монтепара̀но (на италиански: Monteparano, на местен диалект Muntiparanu, Мунтипарану) е село и община в Южна Италия, провинция Таранто, регион Пулия. Разположна е на 135 m надморска височина. Населението на общината е 2385 души (към 31 август 2009).